# Mike Brey
Mike Brey, (nacido el 22 de marzo de 1959 en Bethesda, Maryland) es un entrenador de baloncesto estadounidense que ejerce en la NCAA.

## Trayectoria
- DeMatha High School (1982-1987), (ayudante)
- DUKE (1987-1995), (ayudante)
- Universidad de Delaware (1995-2000)
- Universidad de Notre Dame (2000-)